# St. Peter und Paul (Unterlauterbach)

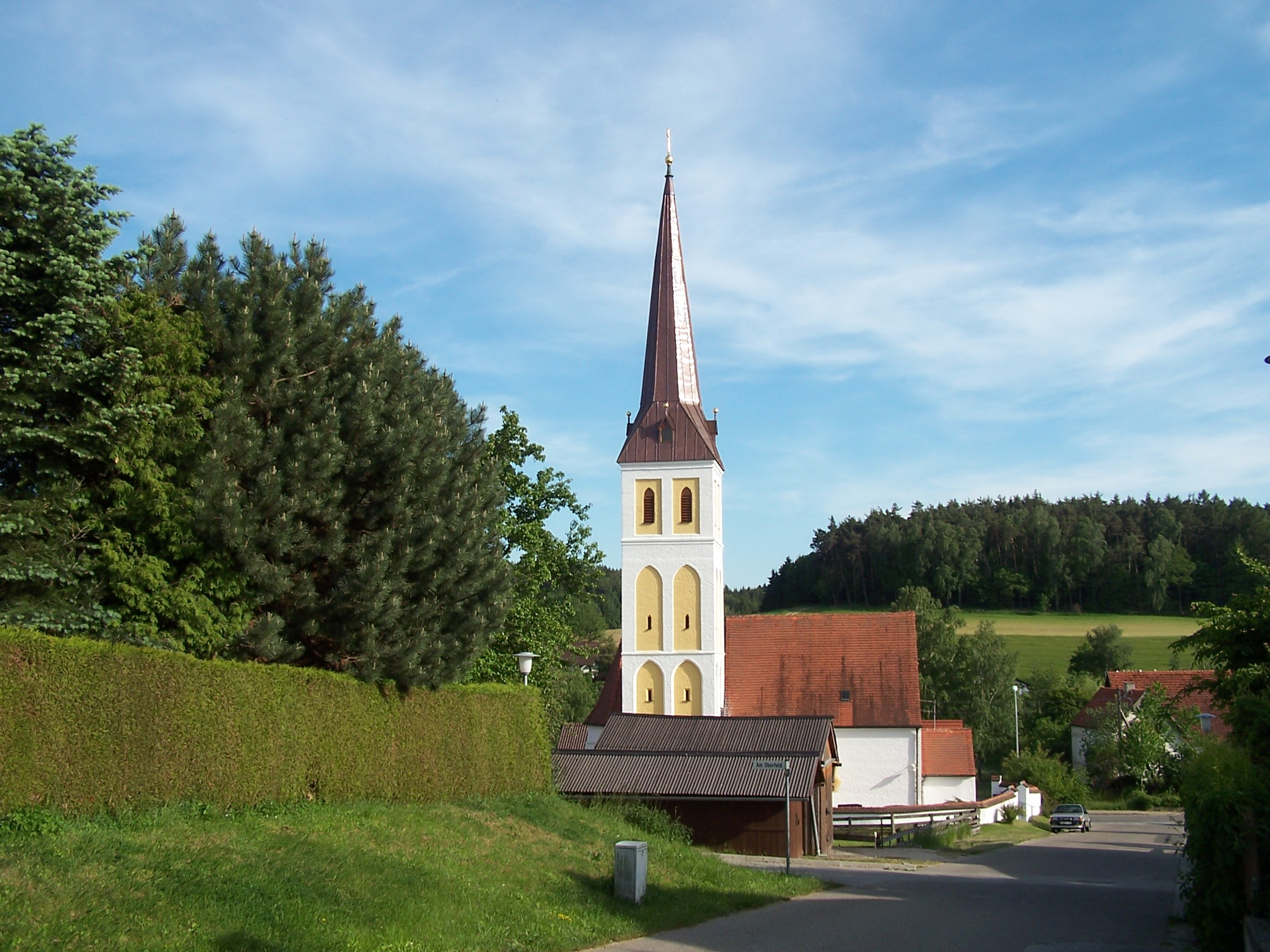
Außenansicht der Filialkirche St. Peter und Paul von Norden

Die römisch-katholische Filialkirche St. Peter und Paul in Unterlauterbach, einem Gemeindeteil der Stadt Rottenburg an der Laaber im niederbayerischen Landkreis Landshut, ist eine schlichte, spätgotische Saalkirche, die im 15. Jahrhundert erbaut und um die Mitte des 18. Jahrhunderts barockisiert wurde. Die letzte Renovierung erfolgte 2003. Das Gotteshaus ist als Baudenkmal mit der Nummer D-2-74-176-62 beim Bayerischen Landesamt für Denkmalpflege eingetragen. Kirchlich gesehen ist Unterlauterbach eine Filiale der Pfarrei Mariä Himmelfahrt in Oberhatzkofen.

## Architektur

### Außenbau
Der kleine, nach Osten ausgerichtete Saalbau umfasst einen eingezogenen Chor mit einem Joch und Schluss in fünf Achteckseiten sowie ein Langhaus mit zwei Fensterachsen. Nördlich an den Chor ist der viergeschossige Turm angebaut. Das zweite und dritte Geschoss werden durch teils gefaste, farblich abgesetzte Spitzbogenblenden belebt. Das oberste Geschoss und der Spitzhelm wurden erst später aufgesetzt. Im obersten Geschoss sind nach allen vier Seiten hin in je zwei farblich abgesetzten Rücklagen spitzbogige Schallöffnungen eingelassen. Den oberen Abschluss bildet ein vierseitiger, verkröpfter Spitzhelm mit allseitigen, kleinen Ziergiebeln. Im Jahr 2003 wurde die Schindeldeckung des Turmhelms durch Kupferblech ersetzt. Im Turmerdgeschoss ist die Sakristei untergebracht. Der barocke Anbau im Winkel zwischen Turm und Langhaus enthält den Treppenaufgang zur Kanzel.
Der Bau ist nur dünn verputzt, sodass die Konturen der Backsteine durchscheinen. Der Chor wird durch Dreieckslisenen und einen einfachen Dachfries gegliedert. Die Fensteröffnungen waren ursprünglich wohl spitzbogig, wurden aber barock ausgerundet. Das Langhaus ist bis auf die bassgeigenförmigen Fensteröffnungen ungegliedert. Alle Fensterlaibungen sind gelb getüncht und heben sich dadurch deutlich von der weiß getünchten Fassade ab. Das ehemalige, spitzbogige Südportal ist zugesetzt. Heute befindet sich das Kirchenportal im Westen, wo es durch eine flachgedeckte, barocke Vorhalle geschützt ist.

### Innenraum
Das Chorgewölbe ruht auf schwachen, gefasten Wandpfeilern und spitzen Schildbögen. Die ehemaligen Gewölberippen, die eine netzförmige Figuration ausbildeten, sowie die Konsolen, aus denen sie entsprangen, wurden abgeschlagen. Das Langhaus wird von einer Flachdecke über einer Hohlkehle und einem Kranzgesims überspannt. An der Decke befinden sich Stuckrahmenfelder. Der Chorbogen, früher spitzbogig ausgeführt, ist korbbogig verändert. Seiner Laibung sind Pilaster mit mehrfach profilierten Kapitellen vorgelegt.
Die Sakristei enthält ein Kreuzrippengewölbe auf rechteckigen Eckpfeilern und spitzen Schildbögen. Die gekehlten, an den Stegen abgeschrägten Gewölberippen entspringen aus kleinen, polygonalen Konsolen. Am Gewölbescheitel befindet sich ein runder Schlussstein.

## Ausstattung

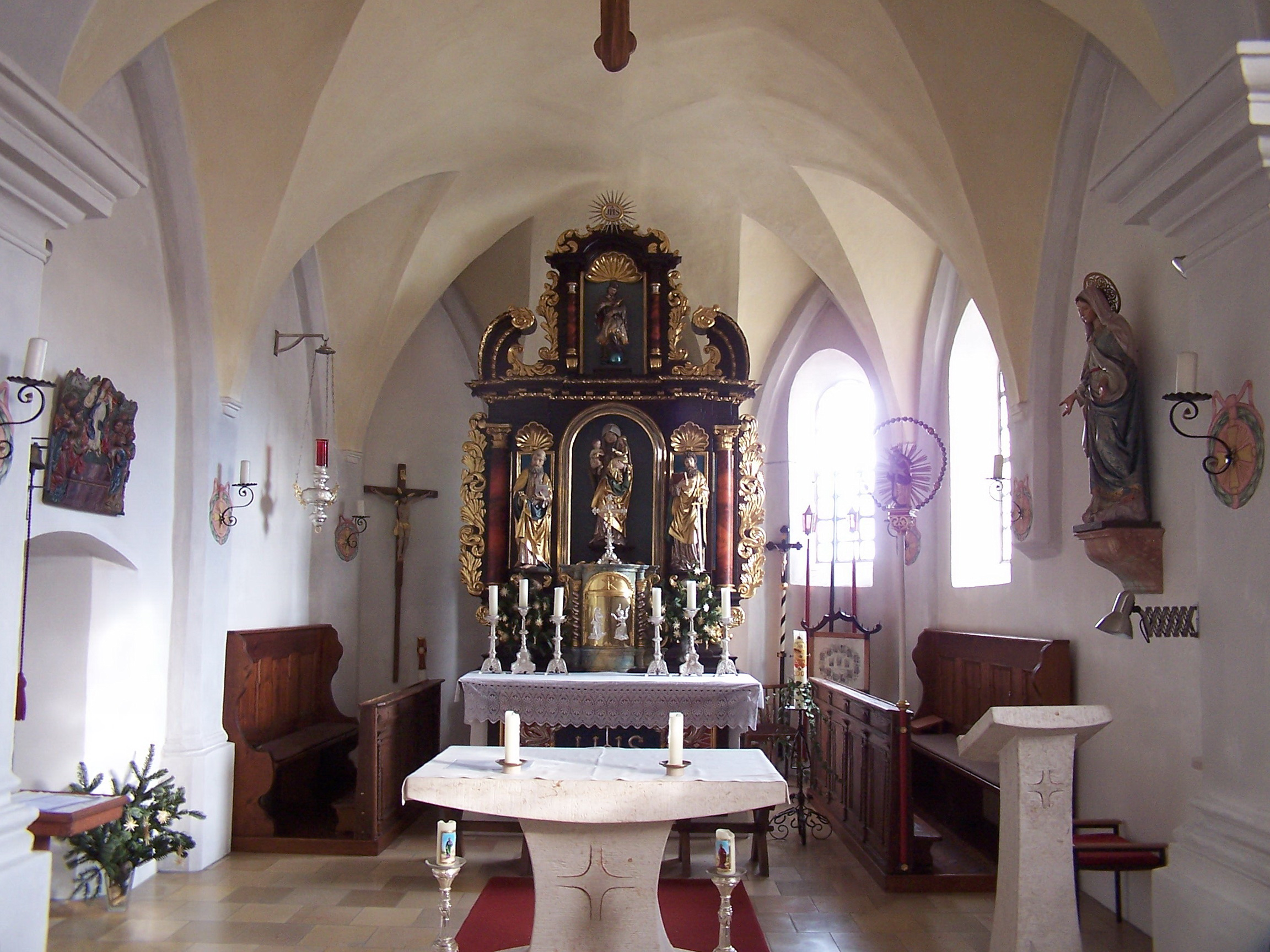
Blick in den Chorraum

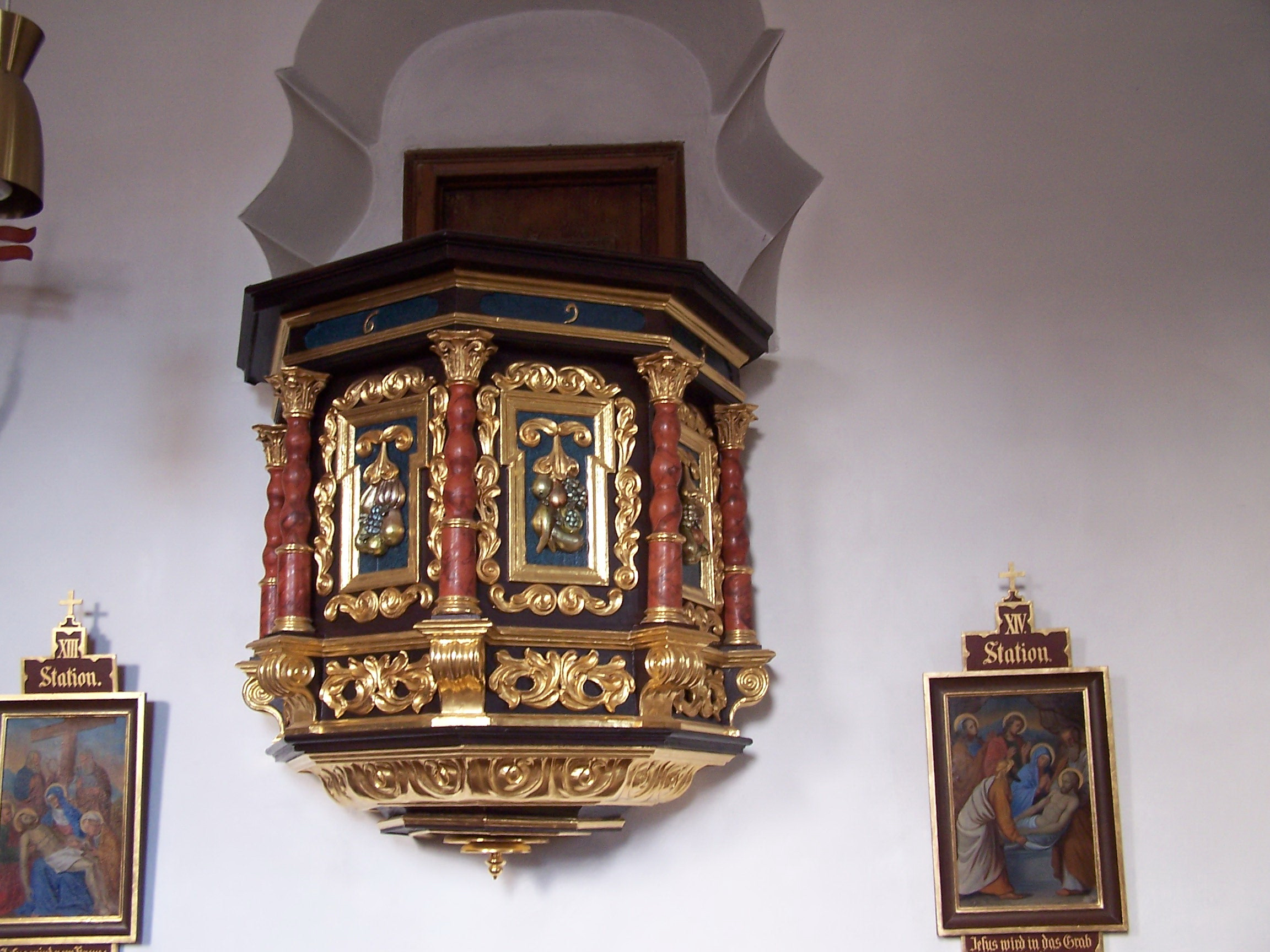
Barocke Kanzel

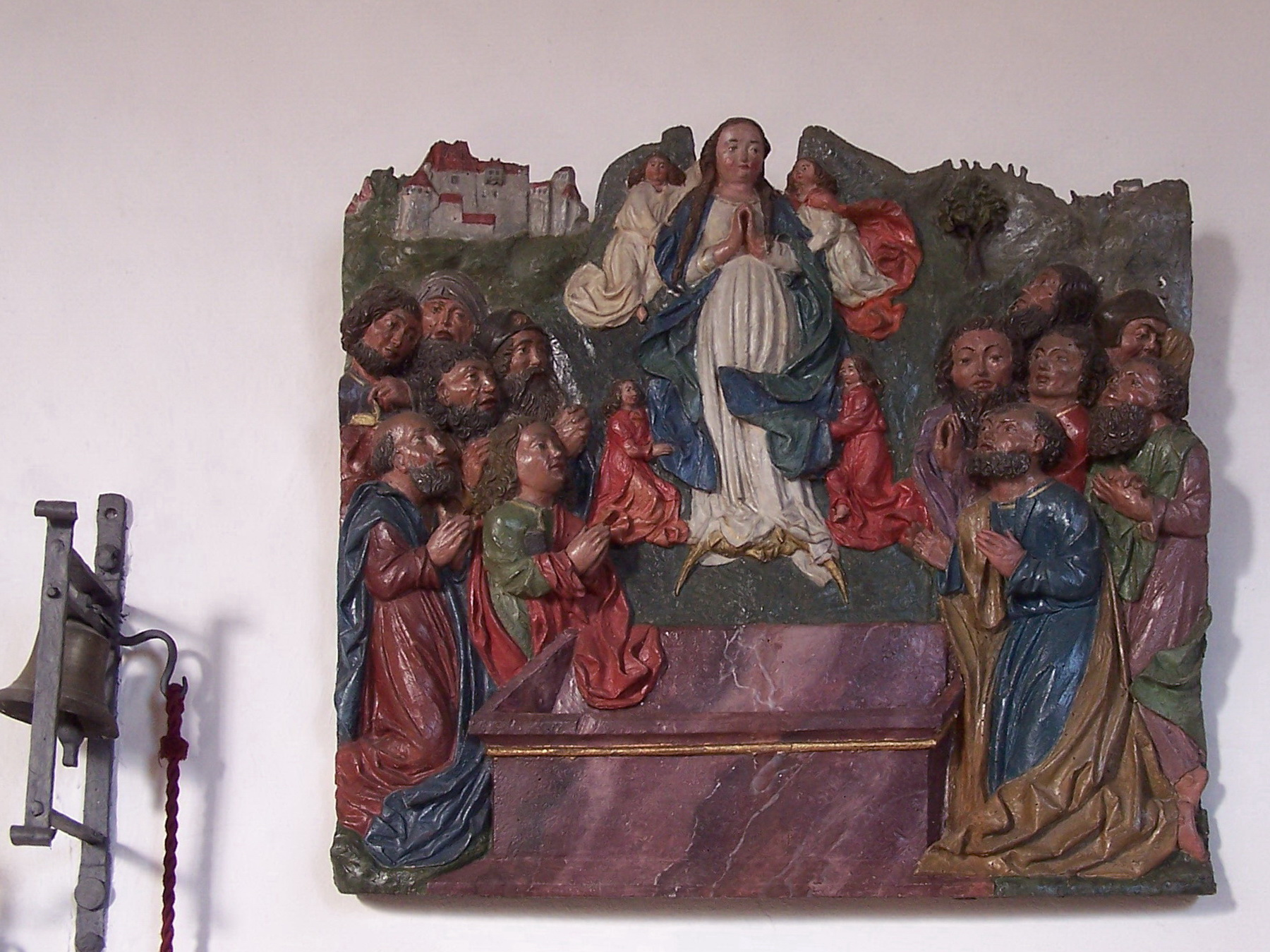
Spätgotisches Holzrelief

### Hochaltar
Der barocke Hochaltar ist rückseitig mit der Jahreszahl 1 · 6 · 83 · bezeichnet. Sein Aufbau wird von zwei Rundsäulen getragen und ist seitlich mit Rankwerk verziert. Anstelle des Altarblatts befindet sich eine qualitätvolle, spätgotische Holzfigurengruppe der Anna selbdritt, die Mitte des 16. Jahrhunderts geschaffen wurde. Die rund einen Meter hohe Figur stellt die heilige Mutter Anna dar, auf ihren Armen Maria und das Jesuskind. Die Seitenfiguren gleicher Zeitstellung stehen unter Muschelkalotten und stellen die Kirchenpatrone Petrus (links) mit Buch und Schlüssel sowie Paulus (rechts) mit Buch und Schwert dar. Zwischen Giebelschenkeln erhebt sich der von zwei gewundenen Säulchen flankierte Auszug, der eine barocke Figur des heiligen Johannes Nepomuk enthält. Darüber befindet sich in einem Strahlenkranz das Christusmonogramm IHS. Das Antependium, das mit geschnitztem Laubwerk und gerieften Bändern verziert ist, dürfte um 1720 entstanden sein. Es enthält ebenfalls das Christusmonogramm IHS.

### Seitenaltäre
Die beiden ehemaligen, je zweisäuligen Seitenaltäre wurden gleichzeitig mit dem Hochaltar geschaffen. Noch im frühen 20. Jahrhundert waren sie vorhanden. Die Figuren der ehemaligen Seitenaltäre stehen heute auf Konsolen, die an der Stirnwand des Langhauses beidseits des Chorbogens angebracht sind. Anstelle des nördlichen (linken) Seitenaltares befindet sich heute eine Figur der Mater Dolorosa. Anstelle des südlichen (rechten) Seitenaltares ist eine spätgotische Figur des Bauernheiligen Leonhard aus der Zeit um 1520 angebracht.

### Kanzel
Die barocke Kanzel ist mit der Jahreszahl 1695 bezeichnet. Ihr polygonaler Korpus ist mit gewundenen Ecksäulchen verziert, die Felder dazwischen mit Rankwerk und Fruchtgehängen.

### Übrige Ausstattung
An der Nordwand des Chorraums ist ein spätgotisches Holzrelief angebracht, das auf die Mitte des 16. Jahrhunderts datiert wird. Es stellt die Himmelfahrt Mariens dar. Maria wird dabei von vier Engeln zum Himmel emporgehoben. Unter ihr befindet sich das leere Grab. Zu beiden Seiten des Grabes sind die zwölf Apostel gruppiert, im Hintergrund ist eine befestigte Stadt. Den rechten, oberen Abschluss des Reliefs bildete früher eine Burg, die inzwischen fehlt.
Im Langhaus sind zwei Holzfiguren angebracht: an der Südwand eine Figur des heiligen Sebastian, die Ende des 16. Jahrhunderts geschaffen wurde, und an der Nordwand eine barocke Figur des heiligen Florian. In der Kirche befindet sich außerdem eine Prozessionsstange mit einer barocken Rosenkranzmadonna.